# 蒲原鉄道線
蒲原鉄道線（かんばらてつどうせん）は、かつて蒲原鉄道が運営していた、新潟県加茂市の加茂駅から中蒲原郡村松町（現:五泉市）を経由して五泉市の五泉駅までを結んでいた鉄道路線である。蒲鉄線（かんてつせん）とも称された。
1985年（昭和60年）4月に加茂 - 村松間が廃止となり、村松 - 五泉間を結ぶ延長4.2kmの短距離路線として知られていたが、1999年（平成11年）10月に全線が廃止された。

## 路線データ
（加茂 - 村松間廃止直前のデータを示す）
- 路線距離（営業キロ）：21.9km
- 軌間：1,067mm
- 駅数（起終点駅を含む）：15駅
- 複線区間：なし（全線単線）
- 電化区間：全線（直流600V）
- 閉塞方式：タブレット閉塞式（東加茂 - 村松間）、スタフ閉塞式（加茂 - 東加茂間、村松 - 五泉間）
- 最高速度：55km/h

## 歴史

### 計画立案から開業まで
村松藩3万石の藩庁・村松城の城下町で、また大日本帝国陸軍歩兵第30連隊の駐屯地を擁する軍都でもあった中蒲原郡村松町は、蒲原地方における政治・物流の中心地として古くより繁栄した地域であった。しかし、村松町は近隣に敷設された北越鉄道（現・信越本線の一部）および岩越鉄道（現・磐越西線）のルート選定に際して、いずれの敷設ルートからも外れ、さらに歩兵第30連隊が設立された明治29年に出願された蒲原鉄道、村松鉄道も却下されてしまった。時代はながれ大正時代になると同町内にも鉄道路線を敷設したいとする地元有志の要請が高まり、また陸軍側からも物資輸送に供する目的で鉄道敷設を要望された。それらを受ける形で、中蒲原郡川内村において白滝鉱山を保有する日本電気製鉄の社長職にあった元鉄道省運輸局長の朝比奈林之助を中心とした発起人40名で、磐越西線五泉駅より村松町を経由して川内村に至る路線を第一期開業区間、ならびに村松町より分岐して信越本線加茂に至る路線を第二期開業区間として、1919年（大正8年）7月に第一期開業区間について敷設免許を申請し、翌1920年（大正9年）1月29日付で免許された。資本金は40万円（8000株）でその1/3を日本電気製鉄もしくは朝比奈が引き受けることであったが、地方鉄道補助法による補助金を得られることから50万円に変更し同年3月から株式の募集を始めた。
しかし、敷設免許が下りた同時期には、第一次世界大戦終戦に伴う戦後恐慌によって鉄価格が暴落したことから、鉄鉱石を産出する白滝鉱山も事業縮小を余儀なくされた。また五泉町や村松町、近郷の資本家からの株式応募も芳しくなく鉄道計画は停滞していた。ようやく2年後の1922年（大正11年）に資本金28万円（5600株）として会社設立にむけて動き出した。この時に朝比奈は創立委員から抜け、村松町、菅名村、川内村、十全村の有力者が中心となった。定款を作成しなおし、第一期開業予定区間のうち、白滝鉱山から産出される鉄鉱石輸送を主眼として計画された村松町 - 川内村間については建設計画を白紙化し、五泉 - 村松間を第一期開業区間とするよう計画を変更した。その後、村松駅の設置箇所を巡って発起人間で対立が生じ、会社設立に伴う株式募集に際して証拠金払込を拒否する発起人も現れる事態を招いたが、最終的に証拠金払込を拒否した発起人を除名することで事態の収拾を図り、1922年（大正11年）9月22日に蒲原鉄道株式会社（資本金25万円）が設立された。
翌1923年（大正12年）3月18日より建設が開始され、同年10月20日に五泉 - 村松間 (4.2km) が開業した。軌間1,067mmの電化路線（直流600V・架空電車線方式）として開業した蒲原鉄道線は、新潟県下における初の電化路線であった。村松町 - 川内村間の建設はその後断念され、1927年（昭和2年）3月31日に村松 - 加茂間の第二期開業区間の敷設免許を取得、しかし昭和金融恐慌の時期でもあり資金調達に苦労したが金津村の石油王中野忠太郎の助力により解決できた。1930年（昭和5年）7月22日に村松 - 東加茂間 (15.2km) が、同年10月20日には東加茂 - 加茂間 (2.5km) がそれぞれ開通し、五泉 - 加茂間 (21.9km) の全線が開通した。
なお、燕方面への延伸計画もあったと言われている。

### 開業後
開業当初の停車場は五泉・村松・西村松・大蒲原・七谷・東加茂の6箇所で、西村松を除く5駅はいずれも列車交換設備を有した。また、加茂駅は鉄道省の管理駅（停車場）であった。その他停留所が今泉・寺田・高松・土倉・冬鳥越・狭口・駒岡・陣ヶ峰の8箇所開設され、駅（停車場・停留所）の改廃は路線廃止時以外においては行われなかった。貨物列車の省線への受け渡しは五泉駅を介して行われ、蒲原鉄道線内を発着する貨物・小荷物類は、蒲原鉄道線（会社線）を表す「社」の文字を付した「（社）五泉」発着扱いで運行された。
第一期開業区間である五泉 - 村松間は通勤・通学需要が高く、輸送密度も高水準で推移したものの、第二期開業区間である村松 - 加茂間については沿線人口が希薄であったことから開業当初より苦しい運営を強いられた。また、路線敷設目的の一つであった五泉 - 加茂間の連絡用途については期待されたほどの需要がなかったことから、運行系統は村松を境に事実上分断された。五泉 - 加茂間直通列車の設定はあったものの、村松において時間調整のため30分以上の停車を強いられるなど、直通列車として機能しているとは言い難い状態であった。また貨物輸送については、主な出荷物が米穀であったことから、米穀の出荷時期である秋季を除いて需要は低迷した。年間輸送量は最盛期においても10万t程度に留まり、1957年（昭和32年）以降定期貨物列車の運用は消滅した。
1961年（昭和36年）8月当時における運行ダイヤは、五泉 - 村松間28往復、村松 - 加茂間14往復で、加えて東加茂発村松行の不定期列車が1本設定されていた。所要時分は五泉 - 村松間が8分（表定速度31.5km/h）、村松 - 加茂間17.7kmが42分30秒（表定速度25km/h）であった。その他、不定期の貨物列車が設定されていた。
また蒲原鉄道線は自然災害とも無縁ではなく、1963年（昭和38年）1月の「三八豪雪」においては全線が約1ヶ月間にわたって不通となり、また1967年（昭和42年）8月の「羽越豪雨」と1969年（昭和44年）8月の「加茂市水害」の二度にわたって水害に見舞われ、道床流出など全線で甚大な被害を蒙ったものの、その都度復旧工事が行われた。

### 路線縮小

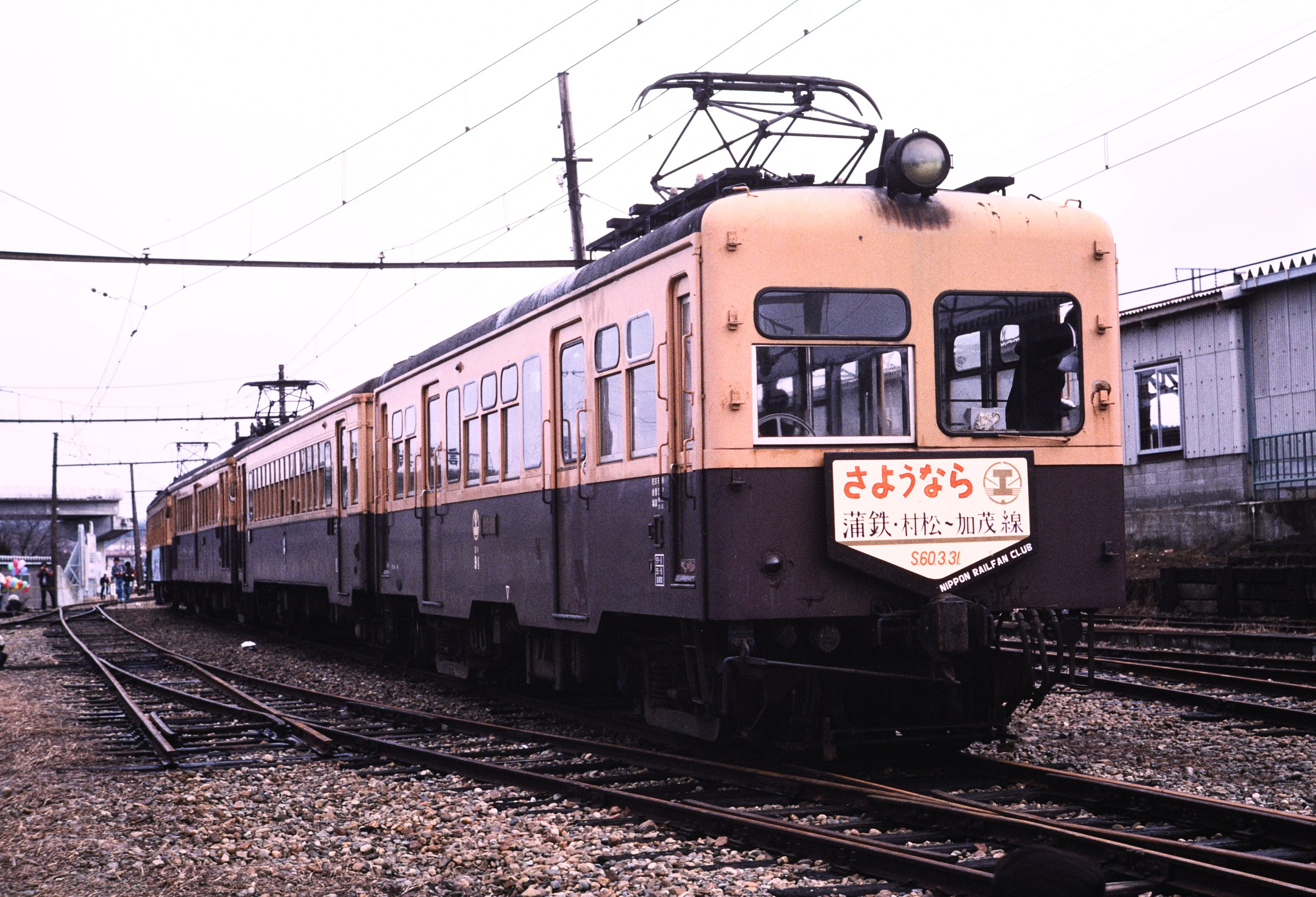
加茂駅に停車中の村松-加茂間さよなら列車（1985年3月）

1960年代後半以降の日本国内において、自家用車の普及に伴う車社会化（モータリゼーション）の進展から利用客が急激に減少し、経営が困難となる地方私鉄路線が数多く現れたが、蒲原鉄道線もまたその例外ではなく、1967年（昭和42年）度をピークに利用客数が減少に転じた。特に元より沿線人口が希薄であった村松 - 加茂間のいわゆる「加茂線」区間においてそれが顕著に現れ、経営的に負担となりつつあったことから、蒲原鉄道線においては一部停車場における交換設備の撤去や、駅員の常駐廃止・無人駅化など、人員ならびにコスト削減を実施した。さらに1978年（昭和53年）10月1日より、朝夕ラッシュ時間帯に運行される列車を除く全列車について、新潟県下の鉄道路線においては初となるワンマン運転方式を導入するなど経営合理化に努めた。
1978年10月1日からのダイヤでは、全線通し列車のほか、五泉 - 村松間に多数の区間列車、早朝に東加茂発村松行が1本（加茂発五泉行の初列車のうち1両を東加茂駅で分割し、分割した車両が後続の東加茂始発村松行の列車となった）、大蒲原発五泉行が1本（往路の村松 → 大蒲原間は回送列車）、全線通し運転の貨物列車が2往復設定されていた。列車交換は主に村松、七谷で行われ、朝夕ラッシュ時は大蒲原でも行われていた。
しかし、利用客の減少は止まらず、1981年（昭和56年）度における利用者数はピーク時の約3割にまで激減した。前述「加茂線」区間については、路線延長は蒲原鉄道線全体の約8割を占めるにもかかわらず、利用者数は全体の約3割程度であったことから、同区間については鉄道線としての存続を断念し、バスへの転換が決定された。同区間と並行する国道290号の拡幅改良工事完了を機に、1985年（昭和60年）4月1日付で村松 - 加茂間 (17.7km) が廃止され、蒲原鉄道線は第一期開業区間に相当する五泉 - 村松間 (4.2km) のみに縮小された。
なお、末期においては五泉 - 村松間に1往復の不定期運用が設定されているに過ぎなかった貨物輸送については、1984年（昭和59年）2月1日に実施された日本国有鉄道（国鉄）のダイヤ改正に際して五泉駅の貨物取り扱いが廃止されたことに伴って、同日付で廃止となった。

### 全線廃止
路線縮小後の蒲原鉄道線は、五泉 - 村松間に1日26往復（平日）の列車が設定され、朝の通勤・通学時間帯に1往復運行される2両編成の車掌乗務列車を除いて、全列車とも単行（1両編成）列車によるワンマン運転が行われた。
閑散区間であった村松 - 加茂間を廃止したことで、一時的に輸送密度・営業係数とも改善した蒲原鉄道線であったが、利用客の自家用車ならびにミニバイクへのシフトは止まらず、年間輸送人員は1990年（平成元年）度・1991年（平成2年）度の2年間のみわずかに微増傾向を示したものの、以降年々減少の一途を辿った。1996年（平成7年）度の輸送密度は860人/日で、路線縮小初年度の1985年（昭和60年）度の1,554人/日と比較して4割以上減少した。加えて同時期には軌道・施設や運行車両の老朽化が深刻な状況となった。特に全車とも主要機器の経年が70年を超過した運行車両については物理的な寿命を迎えつつあり、各種施設の改修ならびに運行車両の早急な代替を実施する必要に迫られた。
以上の状況を鑑み、蒲原鉄道は蒲原鉄道線の存続断念ならびにバス転換を決定し、1999年（平成11年）3月31日限りでの路線廃止を沿線自治体である五泉市側に通告した。しかし五泉市は廃止に反対の立場を表明し、合意に至らなかったことから存廃は一旦宙に浮いた状態となった。その後五泉市が廃止を了承、1999年（平成11年）6月に代行バスの概要が決定し、同年9月には運輸省（現・国土交通省）の運輸審議会において蒲原鉄道線の廃止が許可され、同年10月4日付で全線廃止となった。
なお同年4月には同じ県内の新潟交通電車線も全廃されており、蒲原鉄道線の全廃に伴い、新潟県内におけるJR以外の鉄道は当時開業して間もなかった北越急行とその後2015年に開業したえちごトキめき鉄道の両第三セクター鉄道のみとなっている。
なお、区間縮小ならびに全線廃止に際しての代替交通機関については「蒲原鉄道#路線」を参照されたい。

### 年表
- 1920年（大正9年）1月29日 朝比奈林之助を中心とした発起人40名により申請された、五泉駅 - 村松町 - 川内村間の敷設免許
- 1922年（大正11年）9月22日 蒲原鉄道設立
- 1923年（大正12年）10月20日 村松 - 五泉間 (4.2km) 開業
- 1927年（昭和2年）3月31日 村松 - 加茂間敷設免許
- 1930年（昭和5年）7月22日 東加茂 - 村松間 (15.2km) 延伸開業
- 1930年（昭和5年）10月20日 加茂 - 東加茂間 (2.5km) 延伸開業[17]により全線開通
- 1978年（昭和53年）10月1日 ワンマン運転開始
- 1984年（昭和59年）2月1日 貨物営業廃止
- 1985年（昭和60年）4月1日 加茂 - 村松間 (17.7km) 廃止
- 1986年（昭和61年）3月3日 小荷物営業廃止
- 1999年（平成11年）10月4日 村松 - 五泉間 (4.2km) 廃止により全線廃止

## 駅一覧
- 全駅新潟県内に存在した。所在地の市町村名ならびに接続路線の事業者名は当該区間廃止当時の名称で記す[注釈 13]。

| 駅名（読み）             | 駅間 営業キロ | 累計 営業キロ | 接続路線                 | 所在地          |
| ------------------------ | ------------- | ------------- | ------------------------ | --------------- |
| 加茂駅（かも）           | -             | 0.0           | 日本国有鉄道：信越本線   | 加茂市          |
| 陣ヶ峰駅（じんがみね）   | 1.1           | 1.1           |                          | 加茂市          |
| 東加茂駅（ひがしかも）   | 1.4           | 2.5           |                          | 加茂市          |
| 駒岡駅（こまおか）       | 0.9           | 3.4           |                          | 加茂市          |
| 狭口駅（せばぐち）       | 1.6           | 5.0           |                          | 加茂市          |
| 七谷駅（ななたに）       | 1.7           | 6.7           |                          | 加茂市          |
| 冬鳥越駅（ふゆどりごえ） | 2.2           | 8.9           |                          | 加茂市          |
| 土倉駅（つちくら）       | 0.5           | 9.4           |                          | 加茂市          |
| 高松駅（たかまつ）       | 1.6           | 11.0          |                          | 中蒲原郡 村松町 |
| 大蒲原駅（おおかんばら） | 1.2           | 12.2          |                          | 中蒲原郡 村松町 |
| 寺田駅（てらだ）         | 1.6           | 13.8          |                          | 中蒲原郡 村松町 |
| 西村松駅（にしむらまつ） | 2.3           | 16.1          |                          | 中蒲原郡 村松町 |
| 村松駅（むらまつ）       | 1.6           | 17.7          |                          | 中蒲原郡 村松町 |
| 今泉駅（いまいずみ）     | 3.2           | 20.9          |                          | 五泉市          |
| 五泉駅（ごせん）         | 1.0           | 21.9          | 東日本旅客鉄道：磐越西線 | 五泉市          |

蒲原鉄道線においては、開業当時に村松を起点に設定した経緯から、五泉から村松・加茂方面へ向かう列車を「上り」、加茂から村松・五泉方面へ向かう列車を「下り」とした。この設定は加茂 - 村松間が廃止となり、村松 - 五泉間に縮小されてからも踏襲され、行き止り駅の村松を起点とし、磐越西線に接続する五泉を終点とした点が特徴であった。

## 輸送実績
| 年度                  | 1950年 | 1960年 | 1965年 | 1970年 | 1975年 | 1980年 | 1984年 | 1985年 | 1990年 | 1995年 | 1999年 |
| --------------------- | ------ | ------ | ------ | ------ | ------ | ------ | ------ | ------ | ------ | ------ | ------ |
| 旅客輸送密度（人/日） | 1,430  | 1,511  | 1,993  | 1,685  | 1,282  | 828    | 564    | 1,554  | 1,249  | 1,157  | 926    |

- 地方鉄道軌道統計年報、私鉄統計年報、民鉄統計年報、鉄道統計年報各年度版

## 車両

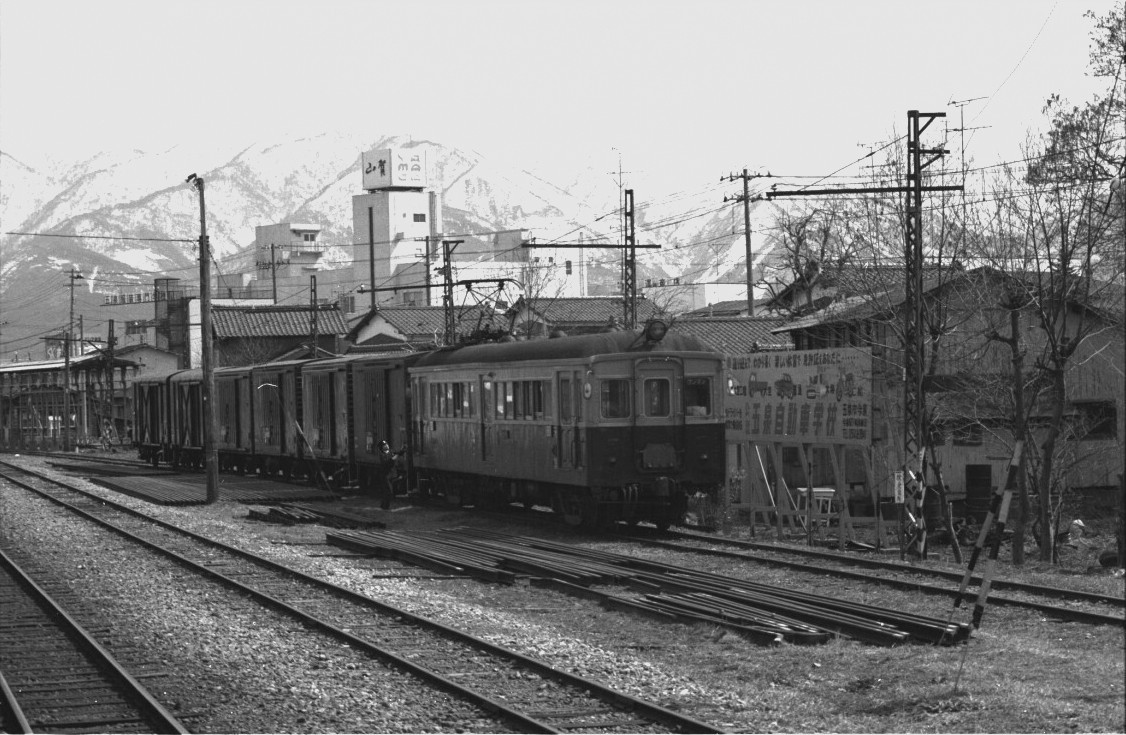
五泉駅構内の入換作業中（1980年）

最盛期は電動車10両、制御車・付随車3両、電気機関車1両の計14両（貨車を除く）が在籍したが、その後老朽車から淘汰が開始され、部分廃止に際してはモハ11・12・モハ51・モハ81・モハ91の5両が一挙に廃車となった。残存したモハ31・モハ41・モハ61・モハ71・クハ10・ED1の計6両は全線廃止まで在籍した。
- デ1形 (1・2) - 開業に際して新製された木造四軸ボギー電動車。1952年（昭和27年）にデ1が、1954年（昭和29年）にモハ1（旧デ2）が他車への更新名義で事実上廃車され、全廃[10]。
- デ11形 (11 - 13) - 全線開通に際して増備された半鋼製電動車。後年モハ11形と改称、さらにモハ13は後述モハ41新製に際して主要機器を供出し、モハ51形51と改称・改番。モハ11・12とも部分廃止時に廃車[13]。
- デ101形 (101) - 名古屋鉄道より譲り受けた元モ450形455。後年モハ21形と改称・改番。1979年（昭和54年）廃車[2]。
- モハ31形 (31) - デ1形1の改造名義で1952年に新製された半鋼製電動車。全線廃止まで在籍[18]。
- モハ41形 (41) - モハ11形13の改造名義で1954年に新製された半鋼製電動車。竣功当初はモハ31と同一車体であったが、後年車体延長工事を施工。全線廃止まで在籍[18]。
- モハ51形 (51) - モハ11形13の車体とモハ1形1（旧デ1形2）の主要機器を組み合わせ、モハ1の改造名義で1954年に竣功。部分廃止時に廃車[13]。
- モハ61形 (61) - 西武鉄道より1958年に譲り受けた元クハ1231形1232。全線廃止まで在籍[18]。
- モハ71形 (71) - 西武鉄道より1965年に譲り受けた元クハ1211形1211。全線廃止まで在籍[18]。
- モハ81形 (81) - 越後交通より1972年に譲り受けた元モハ3000形3002。部分廃止時に廃車[13]。
- モハ91形 (91) - 山形交通（現・ヤマコー）より1975年に譲り受けた元モハ106形106。部分廃止時に廃車[13]。
- ハニ3形 (3) - 1927年（昭和2年）に新製された合造木造二軸単車。後年荷物室を撤去しハフ1形1と改称・改番、その後サハ1、次いでハ1と改番された。1978年（昭和53年）廃車[2]。
- クハ1形 (1) - 国鉄より払い下げを受けた半鋼製二軸単車ガソリンカー元キハ4530形4530。旧阿南鉄道（現・牟岐線の一部）キハ101。後述クハ10の竣功に伴い付随車化、ハ2形2と改称・改番。1978年（昭和53年）廃車[2]。
- クハ10形 (10) - 国鉄より1950年に払い下げを受けた元キハ41000形41120。導入に際して電車の制御車化、全線廃止まで在籍[18]。
- EL形 (1) - 全線開通に際して日本車輌製造で新製された、ウェスティングハウス・エレクトリック社製電気機関車を模した凸形電機。後年ED1形1と改称、全線廃止まで在籍[18]。

## 廃線跡
部分廃止区間については、高松 - 村松間の廃線跡が農地改良によって失われた他は、おおむね農道に転用もしくは軌条・架線・架線柱を撤去した状態でそのまま存置されている。加茂 - 東加茂間の加茂川橋梁はJR信越本線と共有されていたため、複線の信越本線と併せて三線分の幅員があり、廃止後も蒲原鉄道の架線・レールが撤去された他は枕木などもそのまま残っている。また、JR信越本線加茂 - 羽生田間には蒲原鉄道線が信越本線を乗り越していた線路橋の橋桁と築堤が残されており、新潟方面に向かって右手の築堤上には陣ヶ峰駅のホーム・階段が残存する。その他、七谷駅は駅舎・ホームとも残存し、土倉・高松両駅はホーム跡が残るほか、冬鳥越 - 土倉間に存在した土倉隧道が廃線当時そのままの状態で放置されている。新潟県立加茂農林高等学校裏手にも隧道の遺構が残存する。
残存区間の廃止後については、村松・今泉・五泉の各駅ともホームなどの撤去が廃止後間もなく実施され、一部区間に路盤跡が残るのみである。